# 亀田総合病院
医療法人鉄蕉会 亀田総合病院（いりょうほうじんてっしょうかい かめだそうごうびょういん）は、千葉県鴨川市にある私立総合病院である。
亀田メディカルセンターの中核施設で、千葉県南部の救命医療を担う基幹病院として1985年（昭和60年）に救命救急センター に指定される。千葉県災害拠点病院、救命救急センター、地域がん診療連携拠点病院、総合周産期母子医療センター、臨床研修指定病院。医療施設認定合同機構認定（JCI）をそれぞれ取得する。
病院グループは亀田家がファミリービジネスとして経営している。創業者の亀田俊孝は1982年（昭和57年）に院長職を退き、以降は子息が承継している。長男の亀田俊忠は1982年から病院長、1991年（平成3年）から理事長をそれぞれ務めた。次男の隆明は1987年（昭和62年）に亀田産業社長、翌年に亀田開発を設立して社長となり、2008年（平成20年）6月から病院理事長を務める。三男と四男は双生児で、三男の亀田信介は病院長、四男の亀田省吾は亀田クリニック院長をそれぞれ務めた。現在は、隆明の長男である亀田俊明が院長を務める。
グループは2020年で医師数570名、2020年の年間売上高は520億円である。

## 歴史
1948年（昭和23年）に有限会社亀田総合病院として発足し、1954年（昭和29年）に医療法人鉄蕉会（てっしょうかい）亀田病院 とする。1964年（昭和39年）に総合病院の認定を得て現在の「亀田総合病院」に改称 する。
亀田俊孝が院長の時代は診療科目が限られる医師数20名未満の中小病院であった。規模拡大のために「有名医師のヘッドハンティング」を採り、著名な脳神経外科医、心臓血管外科医、などを得た。
2006年　千葉県館山市に亀田ファミリークリニック館山を開設、日本で有数の家庭医、総合診療、プライマリ・ケアの実践、家庭医療専門医、総合診療専門医の育成を行っている。
2009年（平成21年）に日本の病院で初めてJCI認証を取得する。
2013年（平成25年）4月に、東京都中央区京橋で亀田京橋クリニックを開設し、女性外来、人間ドック、外国人診療、手術患者の経過観察などを行う。
2016年（平成28年）5月に、千葉県千葉市美浜区（幕張）に亀田IVFクリニック幕張を開設し、人工授精等の『一般不妊治療』と内視鏡（腹腔鏡・子宮鏡）を用いた『手術療法』、体外受精・胚移植など『高度な不妊生殖医療』を行う。
2023年（令和5年）5月28日、同院敷地内にユニクロ亀田総合病院店が開店。

## 診療科
以下の34科目の診療を行っている。
- 内科
- 家庭医診療科
- 心療内科
- 精神科
- 脳神経内科
- 呼吸器内科
- 消化器内科
- 循環器内科
- アレルギー科
- リウマチ科
- 小児科
- 外科
- 消化器外科
- 乳腺外科
- 呼吸器外科
- 小児外科
- 整形外科
- 形成外科
- 美容外科
- 脳神経外科
- 心臓血管外科
- 皮膚科
- 泌尿器科
- 産婦人科
- 眼科
- 耳鼻咽喉科
- リハビリテーション科
- 放射線科
- 麻酔科
- 救急科
- 歯科
- 矯正歯科
- 小児歯科
- 歯科口腔外科
- 病理診断科

## 施設

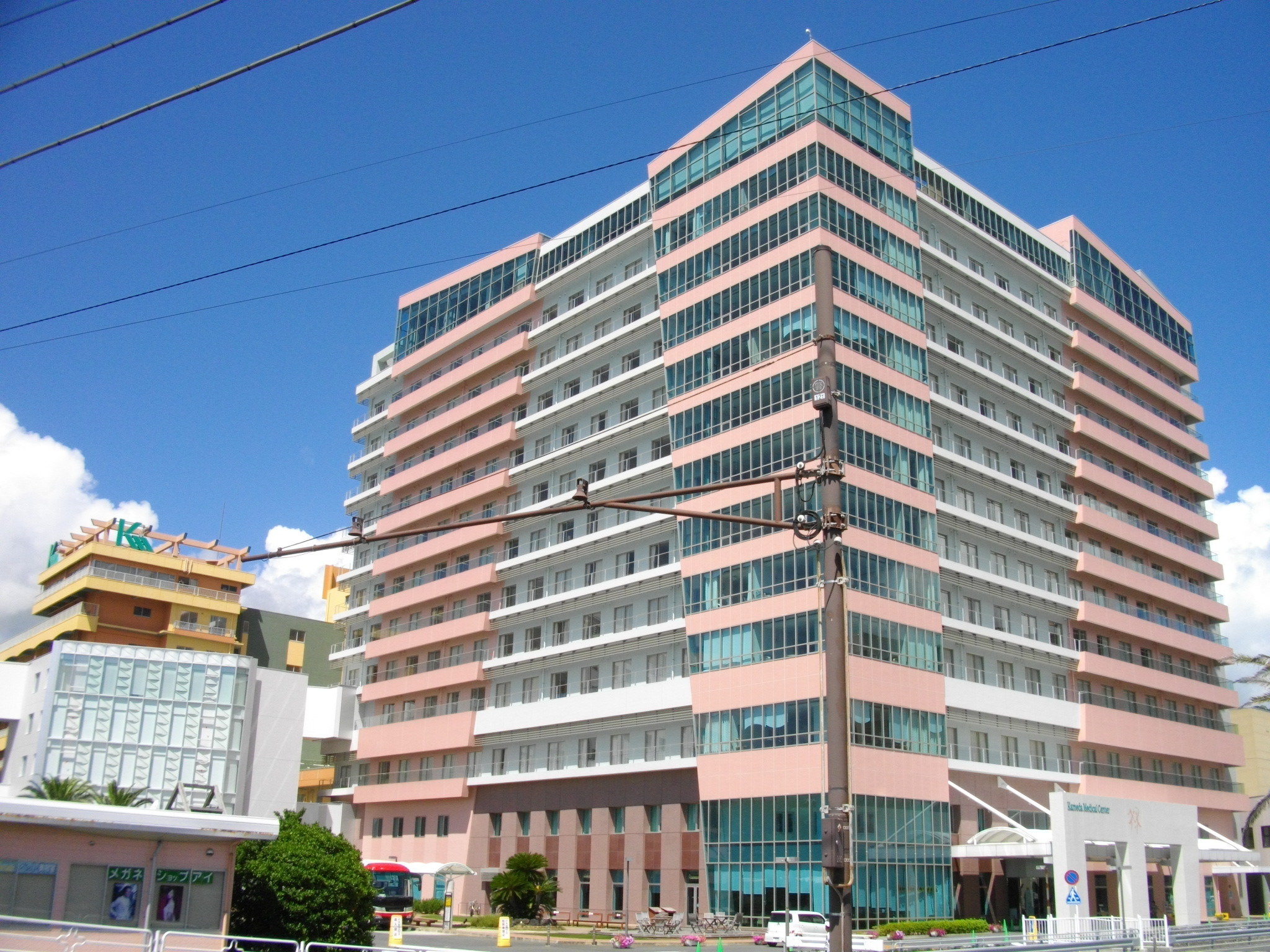
Ｋタワー

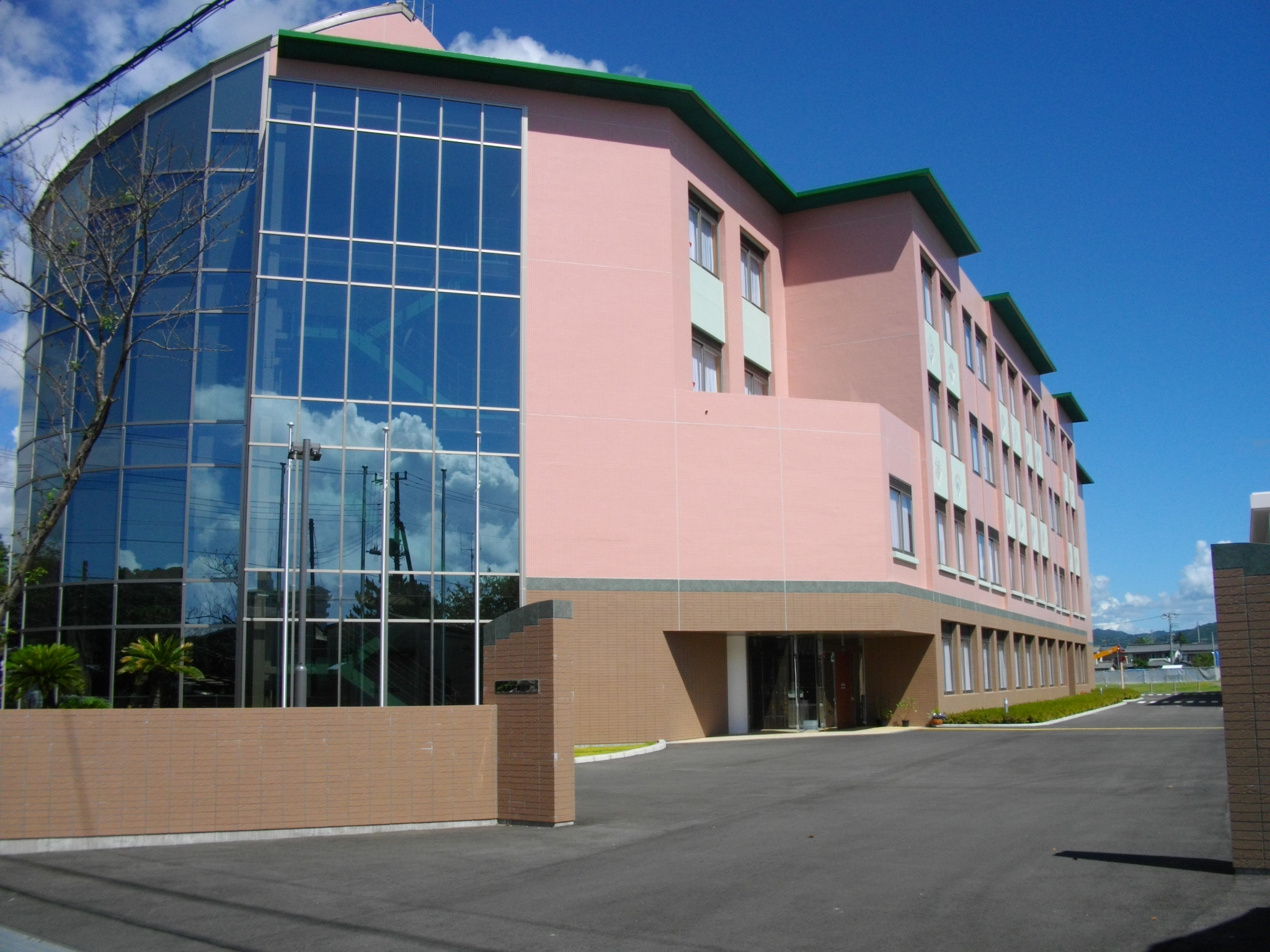
亀田医療大学

### Kタワー
2005年（平成17年）4月に竣工した、13階建ての新病棟で、350床すべてが太平洋を望む個室である。1階に受付、タリーズ、ちば興銀ATMなど、2階に手術室、3階に周産期医療センター、3階以上に病室、12階に特別病室、13階にレストランなどを備える。病室は差額室料により異なり、最低は1万2,600円で21平方メートル (m2) 、最高は52,500円で60m2にジャグジーを備え、面会は24時間可能で、主治医の許可でアルコール飲料も提供される。

### 亀田医療大学
医療法人鉄蕉会は学校法人鉄蕉館を設立し、看護学部看護学科単立の「亀田医療大学」を、病院近接の鴨川市立鴨川中学校跡地で2012年に開校 した。

## アクセス
- JR外房線・内房線安房鴨川駅下車、タクシーで約5分、日東交通の路線バスで約10分。
- バスターミナル東京八重洲から高速バス「アクシー号」で約120分、「亀田病院」下車。
- 渋谷駅（渋谷マークシティ）から高速バス「シーバレー号」で約150分、「亀田病院」下車。（2020年10月1日から運休中）
- 千葉駅から高速バス「カピーナ号」で約150分、「亀田病院」下車。

その他、館山駅東口や木更津駅西口、君津駅および浜金谷港（東京湾フェリー）から日東交通による路線バスが運行中である。

## テレビ放映
- 日経スペシャル ガイアの夜明け 名医を育てろ 〜伝承せよ! 医の技術〜（テレビ東京・2005年9月27日放送）[3]。- 新たな研修制度を取材。
- 日経スペシャル カンブリア宮殿（テレビ東京）
  - （2012年6月14日放送）-「全国から患者続々の超人気病院 患者も医師も大満足のワケ...革新経営で医療の危機を救う」- 出演：亀田メディカルセンター 院長 亀田信介[4]。
  - （2019年9月5日放送）-「とことん患者目線で常に進化!人気病院"亀田"の革新経営の全貌」- 出演：亀田メディカルセンター 理事長 亀田隆明[5]。
- 有吉のお金発見 突撃!カネオくん（NHK総合・2019年5月18日）-「＂人間ドック＂にまつわるお金事情を大調査」
- クローズアップ現代/クローズアップ現代＋（NHK総合）
  - 「新たな認知症ケア “ユマニチュード”の可能性」（2014年2月5日放送）
  - 「“最期の医療”その時　家族は…」（2018年12月10日放送）
  - 「相次ぐ”がん見落とし"助かる命を失わないために」（2018年12月3日放送）
- ドキュメント72時間（NHK総合・2014年9月19日放送）-「大病院の小さなコンビニ」[6]
- 総合診療医ドクターG（NHK総合　2014年7月4日放送）-「腰がすごく痛い」
- 予約殺到!スゴ腕の専門外来SP（TBSテレビ・2017年3月28日、2018年4月10日、2018年11月28日放送）
- 名医とつながる!たけしの家庭の医学（テレビ朝日・2018年6月26日放送）
- news every.（日本テレビ）
  - “気になる!”のコーナー 「イメージをくつがえす!“病院レストラン”」（2013年8月16日放送）
  - 「日本が誇る〝すご腕“　密着！ エキスパートDr.」（2014年7月2日放送）
  - がん特番の一環として、乳がん凍結療法について乳腺科を取材（2018年2月2日放送）
- 首都圏ネットワーク（NHK総合・2018年1月25日放送）
- あさイチ（NHK総合）
  - 女のニュース：「驚きの認知症ケア “ユマニチュード”」（2014年3月18日放送）
  - 2017年12月7日放送
- ニュース シブ5時（NHK総合・2017年12月5日放送）-　乳がん患者の若年化に伴う「妊孕性温存」の取り組みについて
- Medical Frontiers（オンデマンド配信・2017年11月7日から1か月間にわたり配信）
- みんなの家庭の医学（テレビ朝日・2016年7月12日放送）
- 特番「スーパードクターズ」（TBS・2015年6月30日放送）- 乳がんのスペシャリストとして乳腺科主任部長の福間英祐医師を取材
- スッキリ!（日本テレビ・2014年11月12日放送）- 特集「目撃！乳がん治療最前線」
- ワンダフルライフ（フジテレビ・2014年5月11日放送）-「心臓外科医　天野篤」
- あのニュースで得する人損する人（日本テレビ　2014年5月8日放送）-　テーマ1「便秘」　テーマ2「隠れ観光地」
- 駆け込みドクター!運命を変える健康診断（TBSテレビ　2013年6月16日放送）-「腸をテーマに大腸3D-CT検査を紹介」
- 真相報道 バンキシャ!（日本テレビ、2012年2月19日放送） - 『陛下の心臓手術 執刀医“神の手”の技術』
- Mr.サンデー（フジテレビ・関西テレビ、2012年2月19日放送） - 『天皇陛下の手術無事終了 日本が見守った3時間56分』
- バース・デイ（TBS、2012年2月11日放送）-『8か月前の落馬事故により重傷を負った内田博幸ジョッキー。騎手人生をかけた、壮絶なリハビリと復活までの舞台裏に迫った…』
- TVシンポジウム（NHK Eテレ、2012年1月21日放送）-『Smart Life Projectフェア柏大会 市民公開講座：「豊かな老いは“骨と筋肉”から 働き盛りから始めるロコモ対策」』
- 『絆』日本復興・再生への提言（BS日テレ、2012年1月17日放送） - 『絆 日本復興・再生への提言 -いま 被災地に必要な支援とは- 』
- ウェークアップぷらす（読売テレビ、2012年1月7日放送） - 『南相馬 医師が見た危機』